# Château de Kiel
Le château de Kiel (Kieler Schloß) est un château situé à Kiel en Allemagne, dans le Schleswig-Holstein. C'était l'une des résidences des ducs de Gottorp. Ce château a été agrandi au cours des siècles, mais il a brûlé à la fin de la Seconde Guerre mondiale sous les attaques aériennes. Ses ruines, démolies en 1959, ont été remplacées par un bâtiment moderne, seule subsiste l'aile dite de Rantzau. Contre le château se trouve le Schlossgarten (jardin du château), vaste jardin public de trois hectares.

## Historique
Le prince Henri de Prusse et sa famille y ont habité entre 1888 et 1918.

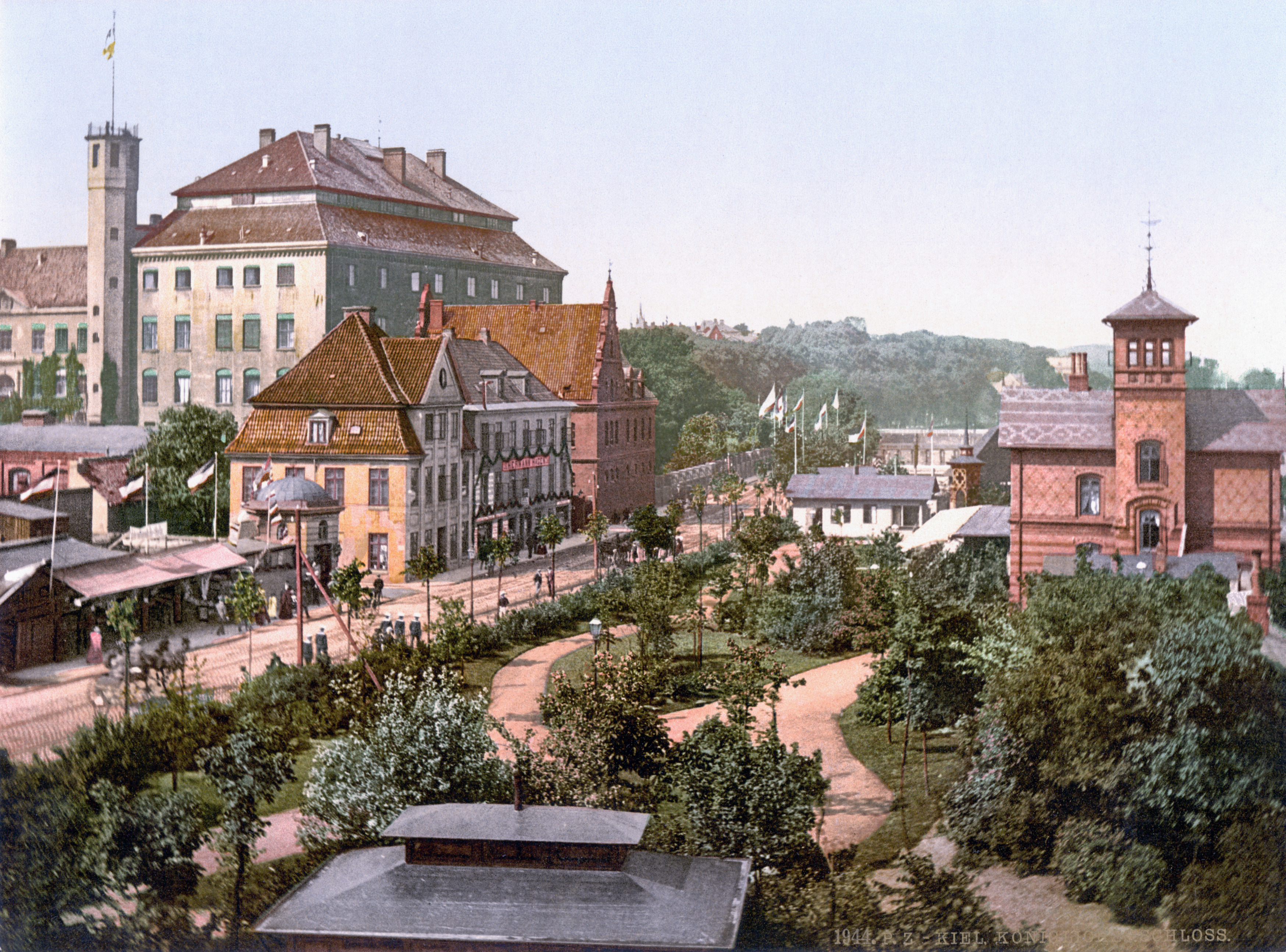
Carte postale du château royal de Kiel datant de 1900.